# Port Huron
Port Huron är en stad i Michigan, USA, vid Saint Clairflodens utlopp i Huronsjön.
Port Huron är en viktig gränsstad mot Kanada och förbinds med den på andra sidan gränsen i Ontario belägna Sarnia med en järnvägstunnel. 1883 upptäcktes ett betydande saltlagar under staden, senare har även naturgas och petroleum påträffats. Port Huron har även haft en betydande metallindustri. På platsen anlade fransmännen 1686 ett fort, vilket 1761 tillföll Storbritannien.